# Pallacanestro Livorno 1988-1989

## Stagione
Nella stagione 1988-1989, la Pallacanestro Livorno ha disputato il massimo campionato nazionale giungendo all’undicesimo posto e retrocedendo dopo i play-out misti con le squadre di A1 e A2. In Coppa Italia si fermò ai quarti di finale, mentre la prima esperienza in Coppa Korać si concluse al turno preliminare. La sponsorizzazione fu per l’ultimo anno Allibert e i colori bianco e rosso.

## Roster
Rosa della squadra
|  | Naz.                   | Ruolo | Sportivo           |  |  |  |  |
|  | ---------------------- | ----- | ------------------ |  |  |  |  |
|  | Stati Uniti (bandiera) |       | Rafael Addison     |  |  |  |  |
|  | Italia (bandiera)      |       | Claudio Bonaccorsi |  |  |  |  |
|  | Italia (bandiera)      |       | Umberto Burgalassi |  |  |  |  |
|  | Italia (bandiera)      |       | Umberto Del Buono  |  |  |  |  |
|  | Italia (bandiera)      |       | Giovanni Diana     |  |  |  |  |
|  | Italia (bandiera)      |       | Sergio Donadoni    |  |  |  |  |
|  | Italia (bandiera)      |       | Franco Picozzi     |  |  |  |  |
|  | Italia (bandiera)      |       | Alessandro Pucci   |  |  |  |  |
|  | Italia (bandiera)      |       | Mario Simeoli      |  |  |  |  |
|  | Italia (bandiera)      |       | Stefano Tosi       |  |  |  |  |
|  | Stati Uniti (bandiera) |       | Brad Wright        |  |  |  |  |